# Parc de Babelsberg
Le parc de Babelsberg (en allemand : Park Babelsberg) est un parc de  124 hectares situé au nord-est de la ville de Potsdam au bord de la Havel. Il a été créé sur un terrain vallonné en pente vers la rivière par le paysagiste Peter Joseph Lenné et, après lui, par le prince Hermann von Pückler-Muskau, sur ordre du prince Guillaume de Prusse (le futur empereur Guillaume Ier) et de son épouse, Augusta. 
Administré par la Fondation des châteaux et jardins prussiens de Berlin-Brandebourg, l'ensemble fait partie des châteaux et parcs de Potsdam et Berlin, l'un des sites inscrits au patrimoine mondial en Allemagne.

## Histoire

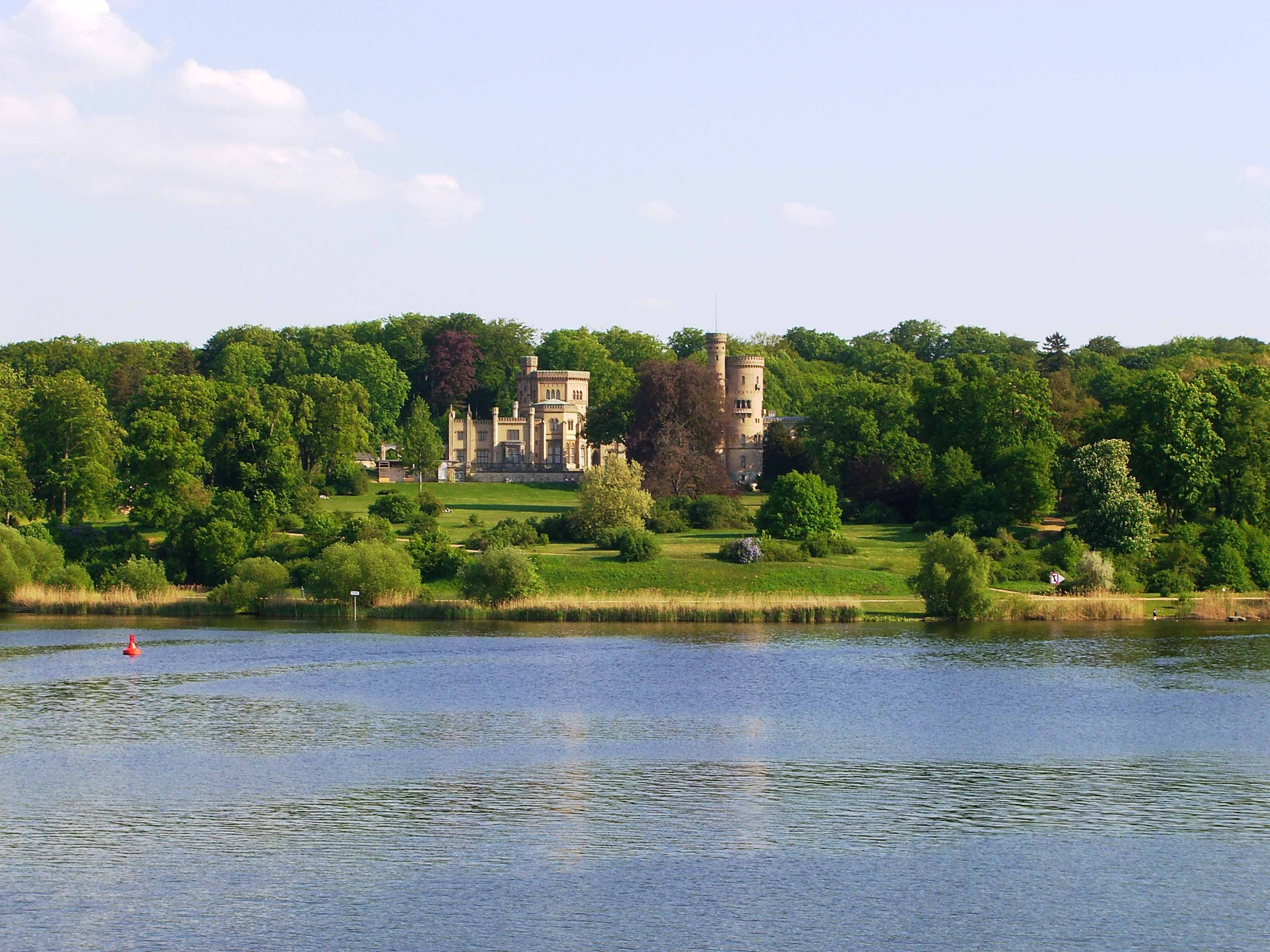
Le château de Babelsberg au bord de la Havel.

Après la construction du château de Glienicke pour son frère Charles de Prusse, suivie par l'édification du palais de Charlottenhof pour son frère Frédéric-Guillaume IV, le prince Guillaume s'est également efforcé de faire construire sa propre résidence. Il a reçu le soutien de cette idée de Peter Joseph Lenné, qui souhaitait transformer la zone autour de Potsdam en une synthèse artistique et a vu l'opportunité d'aménager l'extrémité orientale de la zone, près du village de Nowawes, en un parc et de l'intégrer dans le plan d'ensemble. 
En 1833, le prince Guillaume gagne l'approbation de son père le roi Frédéric-Guillaume III pour aménager un parc généreux. La même année, l'architecte Karl Friedrich Schinkel reçut la commande de la construction du château de Babelsberg. Néanmoins, au vu des difficultés financières, les travaux progressent lentement. En raison des divergences d'avis qui subsistaient entre Lenné et la princesse Augusta, la direction a été assumée par le prince Hermann von Pückler-Muskau, le créateur du parc de Muskau en Haute-Lusace, en 1843. Pückler a retravaillé les avant-projets de son prédécesseur : il conçoit de nouvelles promenades et terrasses, un escalier de jardin, ainsi que des bosquets d'arbres supplémentaires.
Au cours des ans, les surfaces du parc sont agrandies sur sa taille actuelle. Lenné avait projeté les axes de vue sur les environs, dont le Jungfernsee et le Griebnitzsee

## Bâtiments dans le parc

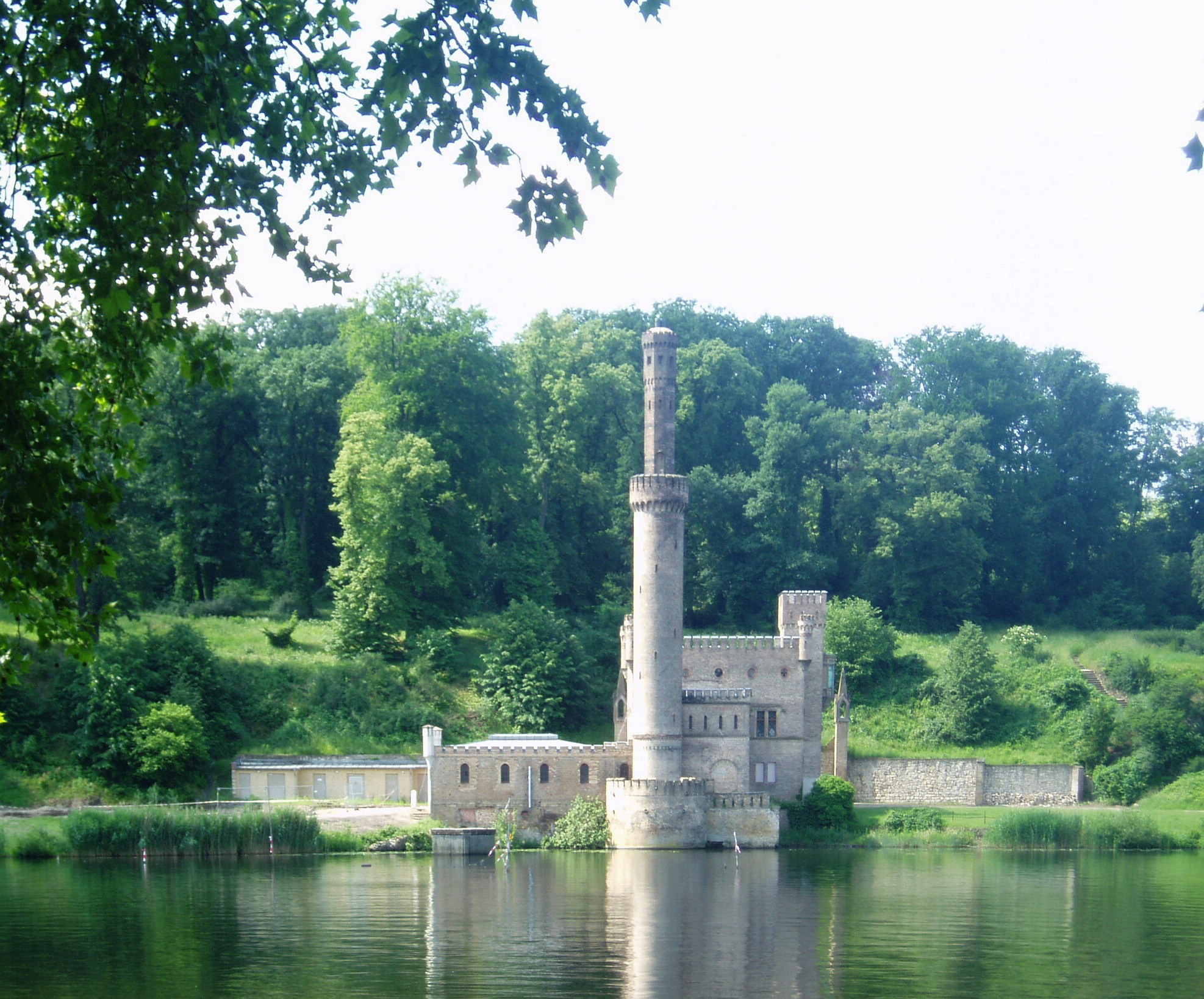
Bâtiment de la pompe à vapeur.

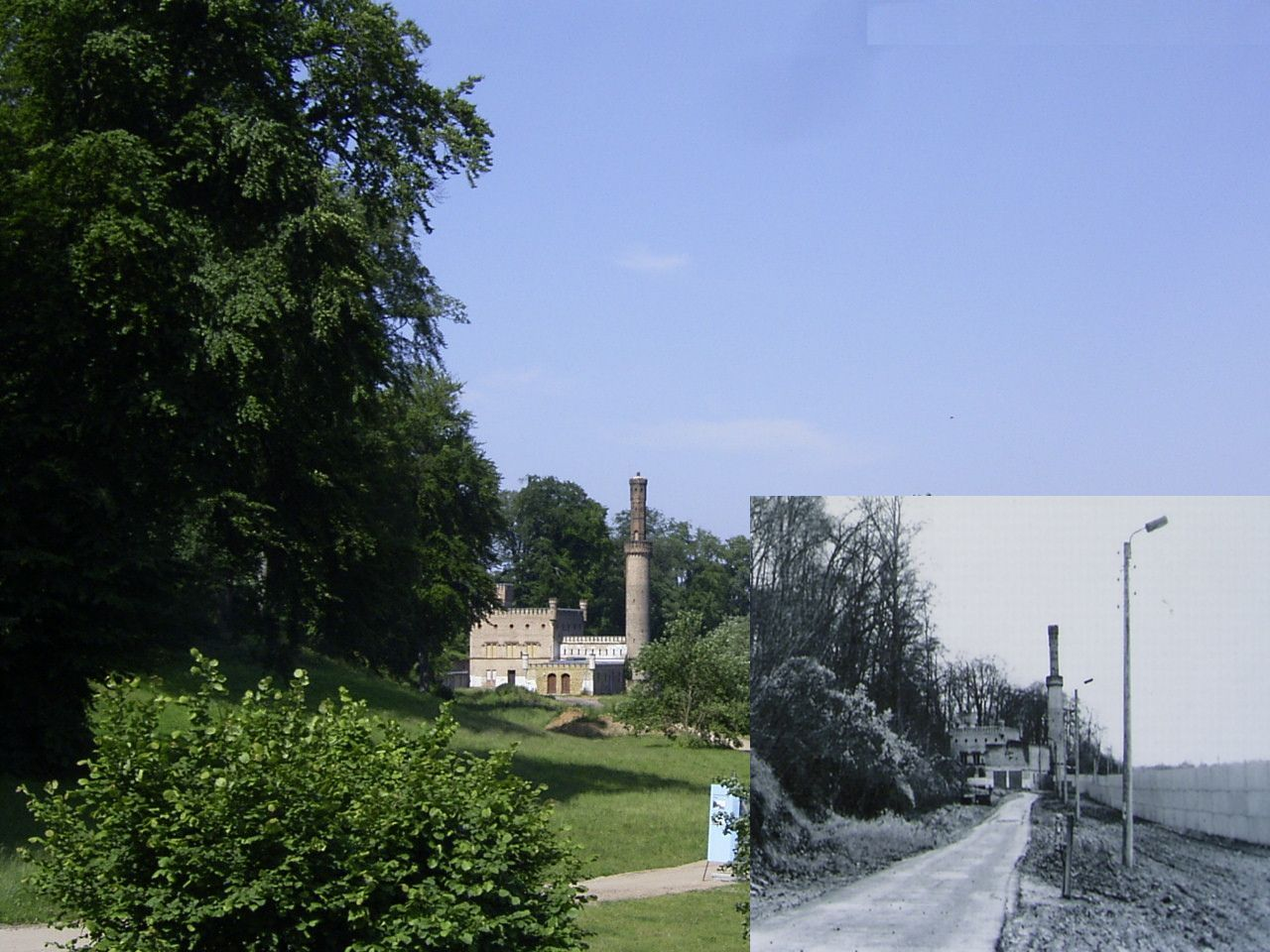
La station de pompage à vapeur du parc Babelsberg / Aujourd'hui et avant 1989 avec le mur de la frontière (montage photo).